# CDfs
CDfs é um sistema de arquivos virtual para o Linux que permite o acesso a dados e faixas de músicas em CDs. Um CD montado com um driver que suporte "CDfs" aparece como uma coleção de arquivos, cada um representando uma faixa. Ele suporta os seguintes formatos de faixa de CD:
- Red Book (áudio): aparece como um arquivo WAV file.
- White Book (vídeo): aparece como um arquivo reproduzível no formato MPEG-1 cujo conteúdo pode ser de áudio ou vídeo.
- Yellow Book (dados):
  - Apple HFS: aparece como um sistema de arquivos montável do tipo HPS (Hierarchical File System).
  - ISO 9660: cada sessão aparece como um arquivo montável de imagem ISO.
  - El Torito (imagem de boot): aparece como um arquivo imagem de um disquete.

O CDfs não é incluído no núcleo Linux padrão, mas é distribuído na forma de uma série de patchs para o núcleo.
Em outros sistemas do tipo Unix e no Microsoft Windows, cdfs é o nome dado ao controlador de dispositivo (device driver) do sistema de arquivos ISO 9660.